# Søren Tengstedt
Søren Tengstedt (født 30. juni 2000) er en dansk fodboldspiller, der fra 2024 spiller for den hollandske klub Go Ahead Eagles. Tengstedt er angriber og har tidligere spillet for AaB og AGF og Silkeborg IF.

## Klubkarriere
Søren Tengstedt startede sin fodboldkarriere i Nibe Boldklub, inden han som 11-årig skiftede til Aalborg Freja. Som U/13-spiller skiftede han til AaB's ungdomsafdeling. Søren Tengstedt er søn af Kim Tengstedt, Kim havde sin opvækst i AaB og sin storhedstid på klubbens bedste hold i tiden omkring 1987. Efter en glimrende periode mistede han humøret og gled stille og roligt ind i glemslen.

### AaB
På sin 15-års fødselsdag, 30. juni 2015, skrev Tengstedt under på en kontrakt med AaB, der havde en varighed af to år.
I sommeren 2017 blev han ramt af en korsbåndsskade, der bevirkede, at han ikke var kampdygtig i et år herefter. Det ødelagde dermed hans år som førsteårs U/19-spiller. Tilbage som kampdygtig var han først en tur på andetholdet i U/19, og det var således først den 27. oktober 2018, at han atter spillede for det bedste U/19-hold i AaB, da han blev skiftet ind efter 81 minutter som erstatning for Oliver Klitten i en 2-3-sejr ude over F.C. København. Han scorede efterfølgende fire mål i 2018-19-udgaven af U/19 Ligaen.
Sammen med fire andre ungdomsspillere blev han forfremmet til at være en permanent del af AaB's førsteholdstrup i sommeren 2019.
Han debuterede 22. september 1919 i Superligaen, hvor han fik de sidste 18 minutter i en udekamp mod FC Nordsjælland. 31. maj 2020 scorede Tengstedt sit første superligamål for AaB i kampen mod Esbjerg. Han spillede i alt 15 kampe for AaB, deraf 12 i Superligaen, hvor han scorede to mål.

### AGF
Den 16. juli 2020 skrev han under på en fireårig kontrakt med AGF. Han fik aldrig etableret sig på AGF's førstehold, og den følgende sommer drog han videre.

### Silkeborg
På sidste dag i transfervinduet august 2021 skiftede Tengstedt til superligarivalerne fra Silkeborg IF. Efter en svær efterårssæson, lykkedes det ham at spille sig nærmere og nærmere startopstillingen. To mål mod FCK hjalp gevaldigt på dette, og i sæsonens sidste kamp var han at finde i startopstillingen.

## Landshold
Søren Tengstedt fik debut på Danmarks U/21-fodboldlandshold i januar 2020 i en venskabskamp mod Slovakiet U/21.